# Kazimieras Vasiliauskas
Kazimieras Vasiliauskas (nasceu a 2 de Agosto de 1990) é um piloto de carros lituano.

## Carreira[1]
Kazim Vasiliauskas progrediu rapidamente na carreira desde que se iniciou no karting no campeonato lituano Raket 85 em 1999.
Em 2000, Kazim Vasiliauskas andou regularmente na frente do pelotão na Raket 85, e obteve um segundo lugar no Campeonato Nacional Lituano antes de vencer o campeonato em 2001. Em 2002, dominou nos dois campeonatos nacionais de karting, a Raket 85 e o ICA-Júnior, sendo campeão em ambos.
Em 2005 competiu no campeonato Lituano e Báltico Rok 125, onde foi campeão. Depois de se estrear no ICA italiano em 2006, Kazim foi para o karting internacional em 2007. Na sua primeira temporada, qualificou-se para o ultra-competitivo Campeonato Mundial de Kartin e foi vice-campeão no campeonato Winning Series Karting. Também acabou em 5º no Campeonato Europeu KZ2.
Em 2008, Kazim Vasiliauskas foi para as corridas de carros, competindo em dez corridas da Fórmula Renault 2.0 Eurocup, competindo até contra o futuro rival em 2009 na Fórmula 2 FIA Tobias Hegewald. Também competiu em 8 corridas da Fórmula Renault 2.0 Itália, sendo que a sua melhor classificação foi um 5º lugar em Hungaroring.

### Registo nos monolugares
| Época | Campeonato                  | Vitórias | Pole positions | Lugar Final |
| ----- | --------------------------- | -------- | -------------- | ----------- |
| 2008  | Fórmula Renault 2.0 Eurocup | ND       | ND             | ND          |
| 2008  | Fórmula Renault 2.0 Itália  | ND       | ND             | ND          |
| 2009  | Fórmula 2 FIA               | ND       | ND             | ND          |